# Johann Frahm
Johann Frahm, född 28 april 1901 i Kleve, död 11 oktober 1946 i Hameln, var en tysk Unterscharführer och dömd krigsförbrytare. Han tjänstgjorde som ställföreträdande Lagerführer i Bullenhuser Damm, ett av Neuengammes satellitläger. Frahm deltog i mördandet av de tjugo judiska barn och fyra fångläkare i Bullenhuser Damm.
I juli 1946 ställdes Frahm inför rätta inom ramen för Neuengammerättegångarna, dömdes till döden och hängdes den 11 oktober samma år.